# Tracy Pratt
Tracy Arnold Pratt (New York, 8 marzo 1943) è un ex hockeista su ghiaccio statunitense naturalizzato canadese.
Nel corso della carriera militò per dieci stagioni nella National Hockey League.

## Carriera
Tracy Pratt nacque a New York poiché il padre Babe a quel tempo giocava con i New York Rangers, tuttavia crebbe in Canada a Vancouver. Da giovane militò per tre stagioni nelle leghe giovanili del Saskatchewan e del Manitoba.
Nell'era delle Original Six per Pratt fu difficile trovare spazio nella NHL e per questo giocò nelle leghe minori nordamericane, in particolare la Central Hockey League di cui vinse il titolo nel 1965 e la Western Hockey League. Nell’estate del 1967 Pratt fu finalmente chiamato in NHL dopo essere stato scelto nell'NHL Expansion Draft dagli Oakland Seals. Nella stagione 1967-68 esordì in National Hockey League giocando 34 partite.
Nel 1969 Pratt lasciò Oakland per trasferirsi ai Pittsburgh Penguins, formazione con cui rimase fino all'anno successivo. Durante l'NHL Expansion Draft 1970 infatti venne scelto dai Buffalo Sabres. Giocò con i Sabres per tre stagioni e mezza totalizzando 216 presenze fino al dicembre del 1973, quando fu coinvolto in uno scambio che lo riportò ai Vancouver Canucks, formazione per cui aveva già giocato quando era iscritta nella WHL.
La stagione 1974-75 fu la migliore della sua carriera con 22 punti in 79 partite disputate e gli valsero la convocazione per l'NHL All-Star Game del 1975. Pratt concluse la sua carriera nel 1977 dopo aver vestito sempre in NHL le maglie dei Colorado Rockies e dei Toronto Maple Leafs.

## Palmarès

### Club
- Adams Cup: 1

St. Paul: 1964-1965

### Individuale
- NHL All-Star Game: 1

1975